# 上塞尔达涅
上塞尔达涅（法語：Haute-Cerdagne，發音：[ot sɛʁdaɲ]），又称上塞尔达尼亚，是法国东比利牛斯省的一个地区，也是塞尔达尼亚的法国部分，与卡普西尔、孔夫朗、里波列斯、下塞尔达尼亚和安道尔接壤。